# Daisuke Andō
Daisuke Andō (japanisch 安東 大介 Andō Daisuke; * 18. Juli 1991 in der Präfektur Shizuoka) ist ein japanischer Fußballspieler.

## Karriere
Andō begann das Fußballspielen im Verein in der Schulmannschaft der Fujieda Meisei High School und der Universitätsmannschaft der Aichi-Gakuin-Universität. Seinen ersten Vertrag unterschrieb er 2015 bei Arminia Ludwigshafen. Danach spielte er bei SC Hauenstein, Arminia Ludwigshafen, Wormatia Worms, 1. CfR Pforzheim und Fujieda MYFC. Dort wurde er von 2018 bis 2020 sechsmal in der J3 League eingesetzt. Anschließend wechselte er zur TuS Mechtersheim.